# HAUS1
HAUS1 (англ. HAUS augmin like complex subunit 1) – білок, який кодується однойменним геном, розташованим у людей на короткому плечі 18-ї хромосоми. Довжина поліпептидного ланцюга білка становить 278 амінокислот, а молекулярна маса — 31 863.
| 10         |  | 20         |  | 30         |  | 40         |  | 50         |
| ---------- |  | ---------- |  | ---------- |  | ---------- |  | ---------- |
| MEPQEERETQ |  | VAAWLKKIFG |  | DHPIPQYEVN |  | PRTTEILHHL |  | SERNRVRDRD |
| VYLVIEDLKQ |  | KASEYESEAK |  | YLQDLLMESV |  | NFSPANLSST |  | GSRYLNALVD |
| SAVALETKDT |  | SLASFIPAVN |  | DLTSDLFRTK |  | SKSEEIKIEL |  | EKLEKNLTAT |
| LVLEKCLQED |  | VKKAELHLST |  | ERAKVDNRRQ |  | NMDFLKAKSE |  | EFRFGIKAAE |
| EQLSARGMDA |  | SLSHQSLVAL |  | SEKLARLKQQ |  | TIPLKKKLES |  | YLDLMPNPSL |
| AQVKIEEAKR |  | ELDSIEAELT |  | RRVDMMEL   |  |            |  |            |

A: Аланін

C: Цистеїн

D: Аспарагінова кислота

E: Глутамінова кислота

F: Фенілаланін

G: Гліцин

H: Гістидин

I: Ізолейцин

K: Лізин

L: Лейцин

M: Метіонін

N: Аспарагін

P: Пролін

Q: Глутамін

R: Аргінін

S: Серин

T: Треонін

V: Валін

W: Триптофан

Задіяний у таких біологічних процесах, як клітинний цикл, поділ клітини, мітоз, альтернативний сплайсинг. 
Локалізований у цитоплазмі, цитоскелеті.